# میشلن مونتروی
میشلن مونتروی (به انگلیسی: Micheline Montreuil) (زاده ژوئن ۱۹۵۲) وکیل کانادایی است.
او یک زن ترنس است.